# Locomotiva FS 831
Le locomotive gruppo 831 erano un piccolo gruppo di locotender a vapore, di rodiggio 0-3-0 costruite in USA e trasportate in Italia per conto dello US Army in seguito all'occupazione alleata; sono state tutte demolite nel 1956.

## Storia
Le 4 locomotive, le unità (ex USATC) WD 1927, 1929, 1930 e 1931 costruite nel 1943 da Davenport Locomotive Works, entrarono a far parte del parco delle Ferrovie dello Stato a partire dal 1946 dove vennero immatricolate nel gruppo 831 e assegnate al Deposito locomotive di Livorno che le tenne in servizio di manovra fino al 1956

Le locomotive facevano parte del numeroso gruppo S 100 progettato nel 1942 e costruito in numero di 382 unità appositamente per il servizio di manovra in Europa e Nord Africa durante la seconda guerra mondiale. I costruttori furono Davenport Locomotive Works dello Iowa, H. K. Porter Incorporated, di Pittsburgh in Pennsylvania e Vulcan Iron Works di Wilkes-Barre. Vennero trasferite nel 1943 in Inghilterra in previsione del D-Day; nel corso delle operazioni successive vennero imbarcate e trasferite sul continente europeo. Molte unità rimasero poi in Austria, Inghilterra, Francia, Grecia, Italia, Yugoslavia, Palestina, ma altre finirono anche in Iraq, Iran, Israele e perfino in Cina.

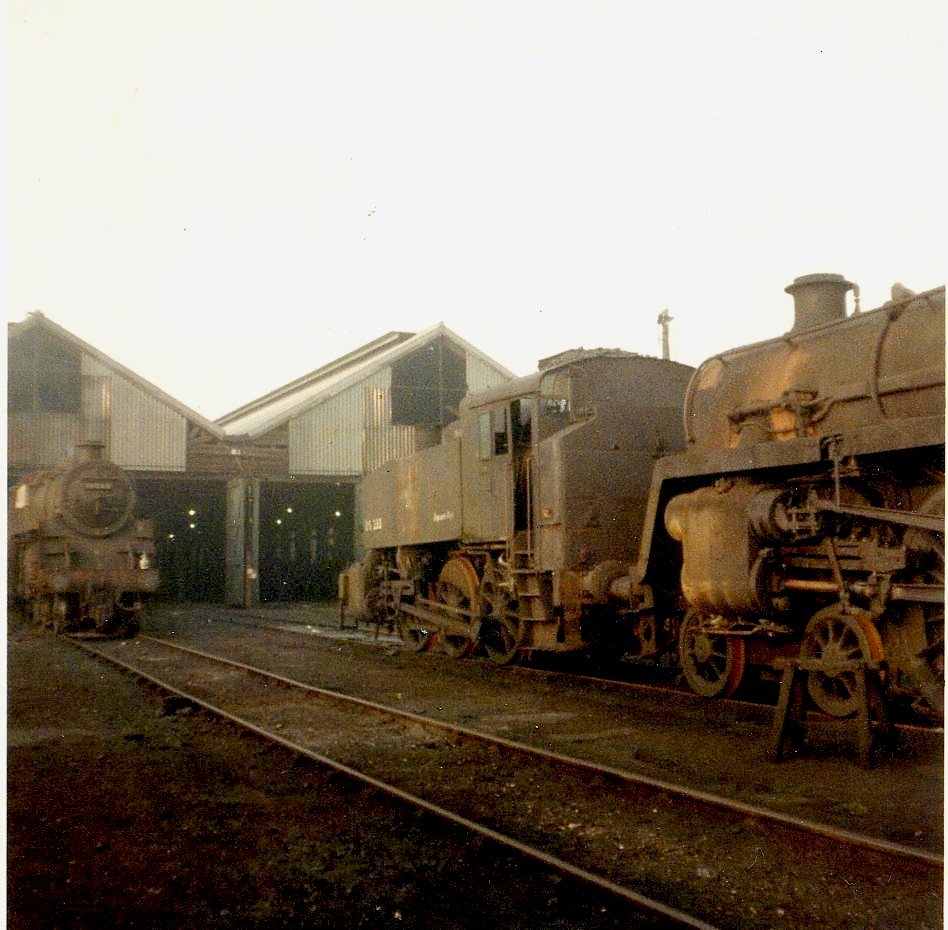
Locomotiva di tipo analogo della Southern Railway (Great Britain) al deposito locomotive di Eastleigh nel 1967

## Caratteristiche tecniche
La locomotiva era, come del resto nel caso di mezzi costruiti per impiego bellico, piuttosto semplice come concezione e manutenzione. La caldaia, tarata a 14 bar, era priva di surriscaldatore e il motore era del tipo a 2 cilindri a semplice espansione; il rodiggio era il classico "C". Venne prevista in due versioni con alimentazione a carbone o ad olio pesante. Le macchine immatricolate in Italia furono del tipo convenzionale a carbone.